# Nanum amicum
 (décembre 2024).
Nanaceae, Nanum, Nanidae
Famille
Genre
Espèce
Synonymes
- Nanos amicus

Nanum amicum, unique représentant du genre Nanum et de la famille des Nanidae (syn. Nanaceae), est une espèce de protistes de l’ordre des Pseudodendromonadales (organismes flagellés de la classe des Bicosoecophyceae dans l'embranchement des Bigyra).

## Étymologie
Le nom générique, Nanum vient du grec νάννος / nannos, « nain », en référence à sa petite taille.
L'épithète spécifique, amicum vient du latin amicus , « ami », en référence à son association épibiontique avec Apoikia, lequel signifie « colonie ».

## Description
Le genre Nanum est un Bigyra dépourvu de lorica, vivant dans le mucilage d’Apoikia (Chrysophyceae de la famille des Apoikiaceae). Sa cellule fait 2,8 µm de long. Un seul flagelle émerge de la cellule, qui dispose d’un appareil d'ingestion cytostome/cytopharynx. La surface cellulaire est recouverte d'une couche organique. Une seule mitochondrie est située à l'extrémité postérieure. Le radicelle n° 2 comprend six microtubules.

## Systématique
Le nom valide complet (avec auteur) de ce taxon est Nanum amicum Kim (d), Yubuki (d), Leander (d) & Graham (d), 2010,.
Nanum amicum a pour synonyme Nanos amicus.

## Publication originale
- (en) Eunsoo Kim, Naoji Yubuki, Brian S. Leander et Linda E. Graham, « Ultrastructure and 18S rDNA phylogeny of Apoikia lindahlii comb. nov. (Chrysophyceae) and its epibiontic protists, Filos agilis gen. et sp. nov. (Bicosoecida) and Nanos amicus gen. et sp. nov. (Bicosoecida) », Protist, Allemagne, vol. 161, no 2,‎ avril 2010, p. 177-196 (ISSN 1434-4610, e-ISSN 1618-0941, DOI 10.1016/j.protis.2009.09.003, lire en ligne [PDF], consulté le 29 novembre 2024).